# Festival Internacional de Música de Cámara de Kaposvár
El Festival Internacional de Música de Cámara de Kaposvár (en húngaro: Kaposvári Nemzetközi Kamarazenei Fesztivál) o Kaposfest es un festival de la música clásica que tiene lugar en la ciudad húngara Kaposvár en cada agosto desde el año 2010. Durante la semana del festival hay 14 conciertos, donde artistas mundialmente famosos tocan. La especialidad del evento proviene (además de los numerosos adicionales programas culturales) de lo que los artistas quienes actúan como solistas en otras ocasiones, aquí hacen la música juntos.

## Historia
Katalin Kokas, la famosa violinista ya en 2009 elaboró los planes de un gran festival de música de cámara, siendo la escena su ciudad amada: Kaposvár. Junto con su marido Barnabás Kelemen buscaban a György Bolyki, al principio para que participara también él, pero posteriormente se acordaron que Bolyki fuere el organizador del festival. Luego hacían armonizaciones con el liderato de la ciudad y con la media local y nacional.
En 2010 las obras de la organización continuaban, y por eso en agosto podía celebrarse el primero Festival Internacional de Música de Cámara de Kaposvár. Dado que la reconstrucción del palacio cultural Szivárvány (significa Arco Iris) todavía no fue terminado, la mayoría de los conciertos tenía lugar en el Teatro Csiky Gergely y en la iglesia reformada de la ciudad. El festival tenía tan grande éxito ya en el primero año que los organizadores y los sostenedores optaron por la continuación, y en otoño el ayuntamiento de la ciudad firmó un contrato con ellos, en el cual fijaron que la ciudad subvencionare el festival en 2011, y por cinco años adicionales cooperaren con ellos.
En el mismo 2010 se realizó el primero Encuentro Internacional de Jam-Session en una sala exclusiva de un restaurante de Kaposvár. Este encuentro también tiene éxito enorme en cada año.
En 2011 el festival pudo mudarse en su lugar definitivo: en el palacio cultural Szivárvány. En este año se presentó la “fesztiválpárna” (almohada del festival), que los jóvenes pueden comprar (es considerablemente más barata que los abonos) y con que pueden entrar en cualquier concierto y pueden ocupar cualquier lugar inocupado.
En 2012 Károly Szita, el alcalde de Kaposvár anunció que en unos cuantos años el festival puede llegar a ser uno de los más prestigiosos eventos musicales del mundo.
En 2013 la organización turística más importante de Hungría, el Magyar Turizmus Zrt. otorgó al festival el premio llamado Év Legjobb Fesztiválja, que significa mejor festival del año.

## Opiniones, críticas
En cada año la prensa (la electrónica tal como la estampada) esribe mucho sobre del Festival Internacional de Música de Cámara de Kaposvár. Gracias a la radio Bartók 50 millones de personas pueden escuchar los conciertos por toda Europa. La mayoría de las opiniones es positiva: además del nivel musical muy alto, muchas acentúan la especialidad del evento (los solistas aquí tocan juntos), el ambiente, y la fesztiválpárna también tiene gran éxito.